# Dermophis occidentalis
Dermophis occidentalis é uma espécie de anfíbio da família Caeciliidae.
É endémica da Costa Rica.
Os seus habitats naturais são: florestas subtropicais ou tropicais húmidas de baixa altitude, regiões subtropicais ou tropicais húmidas de alta altitude, plantações, jardins rurais e florestas secundárias altamente degradadas.